# Spawn of Possession
A Spawn of Possession egy svéd death metal zenekar, mely 1997-ben alakult. Pályafutásuk alatt két demót, valamint két nagylemezt jelentettek meg, melyeken svéd származásuk ellenére, floridai jellegű technikás death metal hallható.

## Biográfia
A zenekart Jonas Bryssling (gitár), Jonas Karlsson (gitár) és Dennis Röndum (dob) hozta létre 1997-ben.
3 évnyi muzsikálás után készítették el bemutatkozó demójukat, mely The Forbidden címmel jelent meg. Ez idő tájt csatlakozott a zenekarhoz Nick Dewerud basszusgitáros.
Egy évvel később még egy demót készítettek, mely a Church of Deviance címet kapta. Az anyagnak köszönhetően a Unique Leader Records szerződtette a zenekart.
A zenekar ezt követően 6 hónapig dolgozott a debütáló lemezén, mely Cabinet címmel jelent meg 2003-ban. A felvételekre a Pama Studios-ban került sor, a produceri teendőket pedig Magnus Sedenberg látta el.
Az amerikai típusú technikás death metalt tartalmazó album nagyrészt jó kritikákban részesült.
A lemez megjelenését európai turné követte a Disavowed, a Vile és a Mangled társaságában. A körút végeztével 6 hetes észak-amerikai turnéra indultak a Pyaemia, a Severed Savior és a Gorgasm társaságában, majd Kanadában vállaltak el néhány fellépést.
Az amerikai körút lecsengése után a No Mercy fesztiválturnén vettek részt, olyan zenekarokkal, mint a Cannibal Corpse, a Hypocrisy, a Kataklysm, az Exhumed, a Vomitory és a Carpathian Forest.
Ezenkívül sikerrel szerepeltek az olyan fesztiválokon is, mint a Fuck the Commerce (Németország), a Stonehenge (Hollandia), a Grind You Mother (Olaszország), vagy a Mountains of Death (Svájc).
Ez idő tájt már neki láttak a következő album megírásának, de még a stúdiómunkálatok előtt, egy 24 állomásból álló Skandináv turnéra indultak a Cannibal Corpse előzenekaraként, de néhány kelet-európai államban is felléptek.
Második albumuk végül Noctambulant címmel 2006. július 4-én jelent meg a Neurotic Records gondozásában. Zeneileg a korábban megkezdett technikás death metal vonalat vitték tovább, azonban néhány számban komolyzenei elemekkel színesítették a hangzásképet.
A zenekar saját hatásai között nemcsak az olyan death metal együtteseket említi meg, mint a Death, a Morbid Angel, a Suffocation vagy a Gorguts, hanem az olyan klasszikus zeneszerzőket is, mint Johann Sebastian Bach, Sylvius Leopold Weiss vagy Dmitrij Dmitrijevics Sosztakovics.
A lemezmegjelenést követő turnén a Hate Eternal, a Fall of Serenity, valamint a Shadowsland zenekarok voltak a partnereik.
2006-ban hazánkban is felléptek a Hate Eternal előzenekaraként, a Blue Hell klubban.
2009 májusában bejelentették, hogy nekiálltak a harmadik album munkálatainak, azonban a folyamatot tagcserék akadályozták. Ezt követően Matthew Chalk (ex-Psycroptic, Mephistopheles) és Christian Muenzner (Obscura, ex-Necrophagist) csatlakozott a zenekarhoz, habár a korábban távozott Dennis Rondum 2010 szeptemberében visszatért az együttes soraiba. Míg korábban a dobokat is kezelte, visszatérése után már csak az éneklésre koncentrált. 2010 folyamán Henrik Schönström lett az együttes új dobosa, miután Richard Schill földrajzi távolságok miatt elhagyta a zenekart. 2011-ben Magnus Sedenberg producer segítségével nekiláttak a következő album munkálatainak, amely immár a Relapse Records égisze alatt jelent meg Incurso címmel 2012. március 13-án.

## Tagok

### Jelenlegi Tagok
- Jonas Bryssling - Ritmusgitár
- Erlend Caspersen – Basszusgitár
- Henrik Schönström - Dob
- Dennis Röndum - Ének
- Christian Muenzner - Szólógitár

### Korábbi Tagok
- Jonas Karlsson - Szólógitár
- Niklas Dewerud – Basszusgitár
- Matthew Chalk - Ének
- Jonas Renvaktar - Ének
- Mikael Petersson - Vendégénekes
- Ben Lawless - Gitár
- Richard Schill - Dob

## Diszkográfia
- The Forbidden (demo, 2000)
- Church of Deviance (demo, 2001)
- Cabinet (2003)
- Noctambulant (2006)
- Incurso (2012)